# Новоборське сільське поселення
Новобо́рське сільське поселення (рос. Новоборское сельское поселение) — муніципальне утворення у складі Усть-Цилемського району Республіки Комі, Росія. Адміністративний центр — селище Новий Бор.

## Населення
Населення — 738 осіб (2017, 918 у 2010, 1224 у 2002, 1570 у 1989).

## Склад
До складу поселення входять такі населені пункти:
| Населений пункт   | Населення, осіб (1989) | Населення, осіб (2002) | Населення, осіб (2010) |
| ----------------- | ---------------------- | ---------------------- | ---------------------- |
| Медвежка, селище  | 337                    | 305                    | 196                    |
| Новий Бор, селище | 1233                   | 919                    | 722                    |